# Put The Blame On Me
Put the Blame on Me är en sång skriven av Twomey, Wise och Blagman och inspelad av Elvis Presley 12 mars 1961 och släpptes först på albumet Something for Everybody. Sången användes senare i Elvisfilmen Hålligång i Vilda Västern och släpptes på EP:n med originaltiteln Tickle Me.